# Учайкин, Василий Фёдорович
Васи́лий Фёдорович Уча́йкин (род. 7 декабря 1938, посёлок Кедрач, район им. Лазо, Хабаровский край) — советский и российский педиатр, академик РАМН (2000; с 2013 — Российской академии наук), доктор медицинских наук, профессор, заведующий кафедрой инфекционных болезней у детей педиатрического факультета РГМУ, президент Ассоциации педиатров-инфекционистов.

## Биография
В. Ф. Учайкин родился 7 декабря 1938 года в посёлке Кедрач (район имени Лазо, Хабаровский край). В 1962 году окончил Хабаровский медицинский институт.
С 1962 по 1964 гг. учился в клинической ординатуре Хабаровского медицинского института, в 1964 году поступил в аспирантуру на кафедру детских инфекций 2-го МОЛГМИ им. Н. И. Пирогова.
В 1967 году защитил кандидатскую диссертацию на тему «Ангина при острых респираторных заболеваниях у детей», а в 1977 году — докторскую диссертацию «Тяжёлые и злокачественные формы вирусного гепатита у детей».
С 1988 года — заведующий кафедрой детских инфекций РГМУ.
В 1996 году он был избран членом-корреспондентом РАМН, в 2000 году стал академиком РАМН (с 2013 — академик Российской академии наук).
В. Ф. Учайкин — дважды лауреат премии Правительства РФ в области науки и техники (1995, 2002); академической премии имени Н. Ф. Филатова за лучшую монографию по педиатрии в 1983 году.
В. Ф. Учайкин — главный педиатр Президентского Медицинского Центра, является председателем Всероссийской проблемной комиссии «Инфекционные болезни у детей» научного совета по педиатрии РАМН, главный детский инфекционист МЗ РФ, президент Ассоциации педиатров-инфекционистов, член президиума Ассоциации педиатров России, главный редактор журнала «Детские инфекции», член редколлегии журналов «Педиатрия», «Эпидемиология и инфекционные болезни», «Вакцинация», «Детская больница».